# Sarah Blackwood
Sarah Blackwood (ur. 6 maja 1971 w Halifaksie, West Yorkshire) – angielska wokalistka i autorka tekstów. Sarah Blackwood znana jest przede wszystkim z występów w zespole Dubstar, którego jest członkinią od 1993 roku. W latach 2002−2010 występowała również w grupie Client.

## Dyskografia
Single
| Tytuł                                            | Rok  | Pozycja na liście | Pozycja na liście | Certyfikat         | Album                              |
| Tytuł                                            | Rok  | DNK               | FIN               | Certyfikat         | Album                              |
| ------------------------------------------------ | ---- | ----------------- | ----------------- | ------------------ | ---------------------------------- |
| "Lonesome Rider" (Volbeat feat. Sarah Blackwood) | 2014 | 8                 | 57                | - DNK: złota płyta | Live from Beyond Hell/Above Heaven |

Inne
| Album                                     | Rok  | Uwagi                                             | Źródło |
| ----------------------------------------- | ---- | ------------------------------------------------- | ------ |
| Soman – Noistyle                          | 2010 | gościnnie śpiew w utworze "Blue Monday"           | [ 6 ]  |
| Volbeat – Outlaw Gentlemen & Shady Ladies | 2013 | gościnnie śpiew w utworze "Lonesome Rider"        | [ 7 ]  |
| Fotonovela – A Ton Of Love                | 2013 | gościnnie śpiew w utworach "Justice" i "Beautiful | [ 8 ]  |